# Ellen Perez
Ellen Perez (Città di Shellharbour, 10 ottobre 1995) è una tennista australiana.

## Biografia
Ellen è di origine spagnola da parte di padre e di origine macedone da parte di madre. È stata introdotta al tennis all'età di 3 anni mentre ha iniziato ad allenarsi regolarmente a sette.
Ha frequentato l'Università della Georgia negli Stati Uniti dal 2014 al 2017.

## Carriera
La Perez ha vinto 2 titoli in singolare e 19 titoli in doppio nel circuito ITF in carriera.
Ellen ha raggiunto la sua massima posizione in singolare, 162°, il 12 agosto 2019, mentre il 12 giugno 2023 è entrata nella top 10 alla posizione numero 9, suo best ranking.
Nel singolare ha debuttato in un torneo dello Slam nel 2016, grazie ad una wildcard per gli US Open, mentre nel 2017 ha vinto il primo match di qualificazione nel WTA Tour a Sydney, battendo la n°98 del mondo Kateryna Baindl. L'anno seguente, sempre a Sydney, conquista la prima vittoria WTA in un tabellone principale contro la n°11 Kristina Mladenovic che sul punteggio di 4-6 2-4 in favore di Perez si ritira.
Nel 2019, in coppia con Dar'ja Gavrilova, si aggiudica il primo trofeo WTA al torneo di Strasburgo. Nel 2023 conta 7 titoli WTA nella specialità del doppio, mentre negli Slam vanta, in coppia con Nicole Melichar-Martinez, le semifinali raggiunte agli US Open 2022 e all'Open di Francia 2023 e i quarti di finale a Wimbledon 2022. Ai Giochi Olimpici del 2020, con Samantha Stosur, si è spinta fino ai quarti di finale.

## Statistiche WTA

### Doppio

#### Vittorie (8)
| Legenda               | Legenda      |
| --------------------- | ------------ |
| Grande Slam (0)       |              |
| Ori Olimpici (0)      |              |
| WTA Finals (0)        |              |
| WTA Elite Trophy (0)  |              |
| Dal 2009 al 2020      | Dal 2021     |
| Premier Mandatory (0) | WTA 1000 (0) |
| Premier 5 (0)         | WTA 1000 (0) |
| Premier (0)           | WTA 500 (3)  |
| International (1)     | WTA 250 (4)  |

| N. | Data            | Torneo                                   | Superficie  | Compagna                 | Avversarie in finale                | Punteggio         |
| 1. | 25 maggio 2019  | Internationaux de Strasbourg, Strasburgo | Terra rossa | Dar'ja Gavrilova         | Duan Yingying Han Xinyun            | 6-4, 6-3          |
| 2. | 13 marzo 2021   | Abierto Zapopan, Guadalajara             | Cemento     | Astra Sharma             | Desirae Krawczyk Giuliana Olmos     | 6-4, 6-4          |
| 3. | 23 ottobre 2021 | Tenerife Ladies Open, Tenerife           | Cemento     | Ulrikke Eikeri           | Ljudmyla Kičenok Marta Kostjuk      | 6-3, 6-3          |
| 4. | 11 giugno 2022  | Rosmalen Open, 's-Hertogenbosch          | Erba        | Tamara Zidanšek          | Veronika Kudermetova Elise Mertens  | 6-3, 5-7, [12-10] |
| 5. | 27 agosto 2022  | Tennis in the Land, Cleveland            | Cemento     | Nicole Melichar-Martinez | Anna Danilina Aleksandra Krunić     | 7-5, 6-3          |
| 6. | 3 marzo 2024    | San Diego Open, San Diego                | Cemento     | Nicole Melichar-Martinez | Desirae Krawczyk Jessica Pegula     | 6-1, 6-2          |
| 7. | 29 giugno 2024  | Bad Homburg Open, Bad Homburg            | Erba        | Nicole Melichar-Martinez | Chan Hao-ching Veronika Kudermetova | 4-6, 6-3, [10-8]  |
| 8. | 8 febbraio 2025 | Abu Dhabi Open, Abu Dhabi                | Cemento     | Jeļena Ostapenko         | Kristina Mladenovic Zhang Shuai     | 6-2, 6-1          |

#### Sconfitte (17)
| Legenda               | Legenda      |
| --------------------- | ------------ |
| Grande Slam (0)       |              |
| Argenti Olimpici (0)  |              |
| WTA Finals (1)        |              |
| WTA Elite Trophy (0)  |              |
| Dal 2009 al 2020      | Dal 2021     |
| Premier Mandatory (0) | WTA 1000 (4) |
| Premier 5 (0)         | WTA 1000 (4) |
| Premier (0)           | WTA 500 (5)  |
| International (3)     | WTA 250 (4)  |

| N.  | Data              | Torneo                               | Superficie  | Compagna                 | Avversarie in finale              | Punteggio             |
| 1.  | 16 giugno 2019    | Nottingham Open, Nottingham          | Erba        | Arina Rodionova          | Desirae Krawczyk Giuliana Olmos   | 6(5)-7, 5-7           |
| 2.  | 16 febbraio 2020  | Thailand Open, Hua Hin               | Cemento     | Barbara Haas             | Arina Rodionova Storm Sanders     | 3–6, 3–6              |
| 3.  | 13 settembre 2020 | Istanbul Cup, Istanbul               | Terra rossa | Storm Sanders            | Alexa Guarachi Desirae Krawczyk   | 1-6, 3-6              |
| 4.  | 18 aprile 2021    | Charleston Open, Charleston          | Terra verde | Storm Sanders            | Hailey Baptiste Caty McNally      | 7-6(4), 4-6, [6-10]   |
| 5.  | 20 giugno 2021    | Birmingham Classic, Birmingham       | Erba        | Ons Jabeur               | Marie Bouzková Lucie Hradecká     | 4-6, 6-2, [8-10]      |
| 6.  | 14 agosto 2022    | Canadian Open, Toronto               | Cemento     | Nicole Melichar-Martinez | Cori Gauff Jessica Pegula         | 4-6, 7-6(5), [5-10]   |
| 7.  | 20 agosto 2022    | Cincinnati Open, Cincinnati          | Cemento     | Nicole Melichar-Martinez | Ljudmyla Kičenok Jeļena Ostapenko | 6(5)-7, 3-6           |
| 8.  | 25 settembre 2022 | Pan Pacific Open, Tokyo              | Cemento     | Nicole Melichar-Martinez | Gabriela Dabrowski Giuliana Olmos | 4-6, 4-6              |
| 9.  | 5 marzo 2023      | ATX Open, Austin                     | Cemento     | Nicole Melichar-Martinez | Erin Routliffe Aldila Sutjiadi    | 4-6, 6-3, [8-10]      |
| 10. | 1º luglio 2023    | Eastbourne International, Eastbourne | Erba        | Nicole Melichar-Martinez | Desirae Krawczyk Demi Schuurs     | 2-6, 4-6              |
| 11. | 19 agosto 2023    | Cincinnati Open, Cincinnati (2)      | Cemento     | Nicole Melichar-Martinez | Alycia Parks Taylor Townsend      | 7-6(1)-7, 4-6, [6-10] |
| 12. | 26 agosto 2023    | Tennis in the Land, Cleveland        | Cemento     | Nicole Melichar-Martinez | Miyu Katō Aldila Sutjiadi         | 4-6, 7-6(4), [8-10]   |
| 13. | 6 novembre 2023   | WTA Finals, Cancún                   | Cemento     | Nicole Melichar-Martinez | Laura Siegemund Vera Zvonarëva    | 4-6, 4-6              |
| 14. | 4 febbraio 2024   | Austria Ladies Linz, Linz            | Cemento (i) | Nicole Melichar-Martinez | Sara Errani Jasmine Paolini       | 5-7, 6-4, [7-10]      |
| 15. | 24 febbraio 2024  | Dubai Tennis Championships, Dubai    | Cemento     | Nicole Melichar-Martinez | Storm Hunter Kateřina Siniaková   | 4-6, 2-6              |
| 16. | 20 ottobre 2024   | Ningbo Open, Ningbo                  | Cemento     | Nicole Melichar-Martinez | Demi Schuurs Yuan Yue             | 3-6, 3-6              |
| 17. | 28 giugno 2025    | Bad Homburg Open, Bad Homburg        | Erba        | Ljudmyla Kičenok         | Guo Hanyu Aleksandra Panova       | 6-4, 6(4)-7, [5-10]   |

## Circuito WTA 125

### Doppio

#### Vittorie (3)
| N. | Data             | Torneo                      | Superficie  | Compagna                 | Avversarie in finale          | Punteggio        |
| 1. | 16 novembre 2019 | Houston Challenger, Houston | Cemento     | Luisa Stefani            | Sharon Fichman Ena Shibahara  | 1-6, 6-4, [10-5] |
| 2. | 6 maggio 2023    | Catalonia Open, Reus        | Terra rossa | Storm Hunter             | Alexa Guarachi Erin Routliffe | 6-1, 7-6(8)      |
| 3. | 4 maggio 2024    | Catalonia Open, Lleida (2)  | Terra rossa | Nicole Melichar-Martinez | Katarzyna Piter Mayar Sherif  | 7-5, 6-2         |

## Statistiche ITF

### Singolare

#### Vittorie (2)
| Torneo $100.000 (0) |
| Torneo $80.000 (0)  |
| Torneo $75.000 (0)  |
| Torneo $60.000 (1)  |
| Torneo $50.000 (0)  |
| Torneo $40.000 (0)  |
| Torneo $25.000 (0)  |
| Torneo $15.000 (0)  |
| Torneo $10.000 (1)  |

| N. | Data           | Torneo                                            | Superficie  | Rivale               | Risultato     |
| 1. | 10 luglio 2016 | Iris Ladies Trophy, Bruxelles                     | Terra rossa | Kimberley Zimmermann | 6-2, 6-3      |
| 2. | 28 luglio 2019 | Braidy Industries Women's Tennis Classic, Ashland | Cemento     | Zoe Hives            | 6-2, 3-2 rit. |

#### Sconfitte (9)
| Torneo $100.000 (0) |
| Torneo $80.000 (0)  |
| Torneo $75.000 (0)  |
| Torneo $60.000 (2)  |
| Torneo $50.000 (0)  |
| Torneo $40.000 (0)  |
| Torneo $25.000 (6)  |
| Torneo $15.000 (0)  |
| Torneo $10.000 (1)  |

| N. | Data              | Torneo                                      | Superficie  | Rivale             | Risultato     |
| 1. | 7 agosto 2016     | Rebecq Ladies Trophy, Rebecq                | Terra rossa | Hélène Scholsen    | 6–3, 1–6, 2–6 |
| 2. | 23 luglio 2017    | Challenger de Gatineau, Gatineau            | Cemento     | Aleksandra Wozniak | 6(4)–7, 4–6   |
| 3. | 1º aprile 2018    | ACT Clay Court International, Canberra      | Terra rossa | Jaimee Fourlis     | 3-6, 2-6      |
| 4. | 28 settembre 2018 | Darwin Tennis International, Darwin         | Cemento     | Kimberly Birrell   | 3-6, 3-6      |
| 5. | 7 ottobre 2018    | Brisbane QTC Tennis International, Brisbane | Cemento     | Xu Shilin          | 4-6, 3-6      |
| 6. | 14 ottobre 2018   | Toowoomba Tennis International, Toowoomba   | Cemento     | Zoe Hives          | 0-6, 2-6      |
| 7. | 28 ottobre 2018   | William Loud Bendigo International, Bendigo | Cemento     | Priscilla Hon      | 4-6, 6-4, 5-7 |
| 8. | 11 luglio 2021    | Open São Domingos, Lisbona                  | Cemento     | Lulu Sun           | 4-6, 4-6      |
| 9. | 10 ottobre 2021   | Loule Ladies Open, Loulé                    | Cemento     | Harmony Tan        | 4-6, 4-6      |

### Doppio

#### Vittorie (19)
| Torneo $100.000 (1) |
| Torneo $80.000 (0)  |
| Torneo $75.000 (0)  |
| Torneo $60.000 (7)  |
| Torneo $50.000 (0)  |
| Torneo $40.000 (0)  |
| Torneo $25.000 (7)  |
| Torneo $15.000 (0)  |
| Torneo $10.000 (4)  |

| N.  | Data             | Torneo                                                          | Superficie  | Partner                 | Avversarie                            | Punteggio               |
| 1.  | 13 dicembre 2013 | Chevalier Hong Kong ITF Women's Circuit Series, Hong Kong       | Cemento     | Abbie Myers             | Lee Ya-hsuan Chuang Chia-jung         | 4-6, 6-3, [10-8]        |
| 2.  | 25 giugno 2016   | Southern Lifestyle Development Tennis Classic, Baton Rouge      | Cemento     | Lauren Herring          | Jamie Loeb Ingrid Neel                | 6-3, 6-3                |
| 3.  | 8 luglio 2016    | Iris Ladies Trophy, Bruxelles                                   | Terra rossa | Carolina Meligeni Alves | Karin Kennel Hélène Scholsen          | 6-2, 6-3                |
| 4.  | 21 luglio 2016   | Open GDF Saint-Gervais-les-Bains, Saint-Gervais-les-Bains       | Terra rossa | Abbie Myers             | Fatma Al-Nabhani Estelle Cascino      | 7-6(5), 6-2             |
| 5.  | 28 luglio 2016   | ITF Women's Circuit Maaseik, Maaseik                            | Terra rossa | Sally Peers             | Deborah Kerfs Chiara School           | 6-2, 6-2                |
| 6.  | 24 giugno 2017   | Southern Lifestyle Development Tennis Classic, Baton Rouge      | Cemento     | Luisa Stefani           | Francesca Di Lorenzo Julia Elaba      | 6-3, 6-4                |
| 7.  | 29 luglio 2017   | Challenger Banque Nationale de Granby, Granby                   | Cemento     | Carol Zhao              | Alexa Guarachi Olivia Tjandramulia    | 6-2, 6-2                |
| 8.  | 5 agosto 2017    | Pro Tennis Classic Fort Worth, Fort Worth                       | Cemento     | Giuliana Olmos          | Miharu Imanishi Ayaka Okuno           | 6-4, 6-3                |
| 9.  | 9 febbraio 2018  | Launceston Tennis International, Launceston                     | Cemento     | Jessica Moore           | Laura Robson Valerija Savinych        | 7-6(5), 6-4             |
| 10. | 16 febbraio 2018 | Perth Tennis International, Perth                               | Cemento     | Jessica Moore           | Olivia Tjandramulia Belinda Woolcock  | 6(6)-7, 6-1, [7-9] rit. |
| 11. | 8 giugno 2018    | Surbiton Trophy, Surbiton                                       | Erba        | Jessica Moore           | Arina Rodionova Yanina Wickmayer      | 4-6, 7-5, [10-3]        |
| 12. | 28 luglio 2018   | Challenger Banque Nationale de Granby, Granby                   | Cemento     | Arina Rodionova         | Erika Sema Aiko Yoshitomi             | 7-5, 6-4                |
| 13. | 12 agosto 2018   | Koser Jewelers Tennis Challenge, Landisville                    | Cemento     | Arina Rodionova         | Chen Pei-hsuan Wu Fang-hsien          | 6-0, 6-2                |
| 14. | 27 ottobre 2018  | William Loud Bendigo International, Bendigo                     | Cemento     | Arina Rodionova         | Eri Hozumi Risa Ozaki                 | 7-5, 6-1                |
| 15. | 3 novembre 2018  | Canberra Tennis International, Canberra                         | Cemento     | Arina Rodionova         | Naiktha Bains Destanee Aiava          | 6(5)-7, 6-3, [10-7]     |
| 16. | 26 gennaio 2019  | McDonald's Burnie International, Burnie                         | Cemento     | Arina Rodionova         | Irina Chromačëva Maryna Zanevs'ka     | 6-4, 6-3                |
| 17. | 31 gennaio 2020  | McDonald's Burnie International, Burnie                         | Cemento     | Storm Sanders           | Desirae Krawczyk Asia Muhammad        | 6-3, 6-2                |
| 18. | 6 marzo 2022     | Bendigo Pro Tour, Bendigo                                       | Cemento     | Jaimee Fourlis          | Gabriella Da Silva-Fick Alana Parnaby | 6-1, 6-1                |
| 19. | 14 maggio 2023   | Torneig Internacional Femení Platja d'Aro, Castell-Platja d'Aro | Terra rossa | Ashley Lahey            | Francisca Jorge Matilde Jorge         | 6-3, 3-6, [12-10]       |

#### Sconfitte (9)
| Torneo $100.000 (1) |
| Torneo $80.000 (0)  |
| Torneo $75.000 (0)  |
| Torneo $60.000 (2)  |
| Torneo $50.000 (0)  |
| Torneo $40.000 (0)  |
| Torneo $25.000 (3)  |
| Torneo $15.000 (1)  |
| Torneo $10.000 (2)  |

| N. | Data            | Torneo                                                       | Superficie  | Partner            | Avversarie                           | Punteggio           |
| 1. | 5 aprile 2014   | Glen Iris International, Glen Iris                           | Cemento     | Tammi Patterson    | Jessica Moore Aleksandrina Najdenova | 4-6, 2-6            |
| 2. | 6 giugno 2015   | ResortQuest Pro Women's Open at Sea Colony, Bethany Beach    | Terra verde | Belinda Woolcock   | Andie Daniell Sophie Chang           | 4-6, 1-6            |
| 3. | 13 giugno 2015  | ITF Women's Circuit Charlotte, Charlotte                     | Terra verde | Lauren Herring     | Maria Fernanda Alves Renata Zarazúa  | 4-6, 7-6(6), [8-10] |
| 4. | 17 giugno 2017  | Palmetto Pro Open, Sumter                                    | Cemento     | Luisa Stefani      | Kaitlyn Christian Giuliana Olmos     | 2–6, 6–3, [7–10]    |
| 5. | 1º luglio 2017  | Anburn Challenger, Auburn                                    | Cemento     | Luisa Stefani      | Emina Bektas Alexa Guarachi          | 6–4, 4–6, [5–10]    |
| 6. | 4 novembre 2017 | Canberra Tennis International, Canberra                      | Cemento     | Jessica Moore      | Asia Muhammad Arina Rodionova        | 4-6, 4-6            |
| 7. | 25 maggio 2018  | Internazionali Femminili di Tennis Città di Caserta, Caserta | Terra rossa | Jaimee Fourlis     | Chen Pei Hsuan Wu Fang-Hsien         | 6(6)-7, 3-6         |
| 8. | 21 luglio 2018  | Berkeley Tennis Club Challenge, Berkeley                     | Cemento     | Sabrina Santamaria | Nicole Gibbs Asia Muhammad           | 4-6, 1-6            |
| 9. | 22 giugno 2019  | Ilkley Trophy, Ilkley                                        | Erba        | Arina Rodionova    | Beatriz Haddad Maia Luisa Stefani    | 4-6, 7-6(5), [4-10] |